# Lucien Joubert
Lucien Eugène Joubert, né le 26 janvier 1832 à Primarette dans l'Isère et mort le 2 août 1893 à Bagnoles-de-l'Orne, est un géologue, explorateur et médecin français.

## Biographie

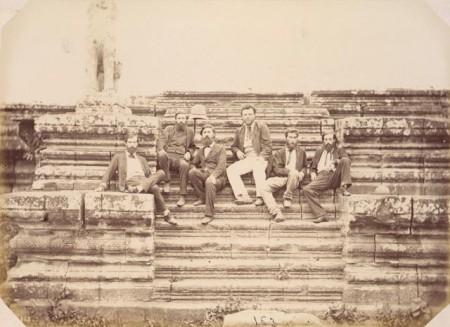
Commission d'exploration du Mékong ; de droite à gauche : lieutenant Francis Garnier, lieutenant Louis Delaporte, Clovis Thorel, capitaine Ernest Doudart de Lagrée, Lucien Joubert, Louis de Carné) - photographie d'Émile Gsell.

Né en 1832 à Primarette, dans l'Isère, Lucien-Eugène est le fils de Louis Joubert, cultivateur et aubergiste, et de Marguerite Coche.
Reçu chirurgien auxiliaire de la Marine le 26 mars 1854, il embarque à bord du vaisseau l'Iéna pour l'escadre de la Mer Noire engagée dans la Guerre de Crimée.
Joubert débarque du Iéna en juillet 1856 et part servir au Sénégal où il arrive en octobre. Il quitte le Sénégal en 1862 pour un congé de convalescence de 6 mois. Il cesse son service le 5 avril 1863 pour préparer les épreuves du doctorat en médecine qu’il obtient à Montpellier en juillet 1863.
Nommé médecin auxiliaire de 2e classe, il reprend du service le 9 janvier 1866 et participe à la Mission d'exploration du Mékong sous la direction du capitaine de frégate Ernest Doudart de Lagrée. Elle a pour but d'effectuer des études géographiques et naturalistes et de trouver un accès vers la Chine qui ne passe pas par les ports habituels. L'expédition à bord de la canonnière 27 remonte le Mékong, visite les temples d'Angkor, traverse l'actuel Laos, puis quitte le fleuve pour parcourir le Tonkin et parvenir au Yunnan, dans les hautes montagnes.
Le capitaine Doudart de Lagrée meurt et les hommes exténués et malades atteignent le fleuve Bleu, puis Shanghai, où ils arrivent en juin 1868. Ils ont parcouru 8 800 km en deux ans.
Joubert rentre en France en septembre 1868. Attaché au Département des cartes et des plans de la Marine, il démissionne en août 1869.
En 1870, médecin en chef de l'Établissement thermal de Bagnoles-de-l'Orne, il est mobilisé et détaché à l'ambulance  de Bagnoles-de-l'Orne pour diriger le service médical.
Médecin inspecteur de l’établissement thermal, il meurt à Bagnoles-de-l'Orne en 1893.

## Honneurs
En 1873, le docteur Joubert, inspecteur de l'ambulance de Bagnoles-de-l'Orne, est nommé officier de la Légion d'honneur.

### Décorations françaises
|  |  |

- Officier de la Légion d'honneur
- Médaille de Crimée avec agrafe Mer d'Azoff

#### Décorations étrangères importantes
|  |

- Chevalier de l'Ordre royal du Cambodge